# Agua dos Porcos
 Agua dos Porcos / Aguas Selvagens es una película coproducción de Brasil y Argentina filmada en colores dirigida por Roly Santos según el guion de Oscar Tabernise basado en su novela El muertito que se estrenó el 30 de julio de 2020. Fue protagonizada por Roberto Birindelli, Allana Lopes, Mayana Neiva y Daniel Valenzuela.

## Sinopsis
Un expolicía llega a la zona de la Triple Frontera para investigar un asesinato bajo una atmósfera de calor y exuberante naturaleza en un escenario que se rige con otras reglas y otra moral, y  donde todo puede ser traficado.

## Reparto
Participaron en el filme los siguientes intérpretes:
- Allana Lopes (Bianca Toledo Baston)[3]
- Roberto Birindelli (Mr. Gualtieri)
- Mayana Neiva (Rita Garcez)
- Daniel Valenzuela (Fabro Mendonza)
- Leona Cavalli (Débora Nunes)
- Anastácia Custódio (Madre Lucrécia)
- Hélio Cícero (Sicario)
- Luiz Guilherme (Quiroga)
- Mausi Martínez		 (Paulo)
- Néstor Nuñez (El Chapa)
- Juan Manuel Tellategui (Fabian García)

## Comentarios
Diego Curubeto en Ámbito Financiero opinó:

”La trama es compleja y bien armada, y está llena de detalles sórdidos que la convierten en un buen ejemplo de cine negro en un ambiente distinto de los acostumbrados....Roly Santos...se las ingenia para volver creíble la elaboradísima historia que, de todos modos, no deja de incluir algunos lugares comunes del género, pero bien asimilados por detalles localistas que le dan un tono original. El uso de locaciones es excelente y el elenco es más que correcto. El film sólo pierde un poco de eficacia por su duración de casi dos horas y una música demasiado melancólica.

Paula Vázquez Prieto en La Nación escribió:

”Agua dos porcos…funciona bien, sin manierismos ni demasiadas ambiciones….Pero lo que al comienzo se afirma como un camino sino original por lo menos propio, luego se convierte en una colección de lugares comunes, subrayados por una música insistente y reiteradas vueltas de tuerca que diluyen la fuerza dramática de la historia....Pese a esas limitaciones, uno de los duelos más interesantes del relato es el que se establece entre el investigador...y el comisario local... Los cruces de miradas, las solapadas amenazas y el juego del gato y el ratón que ensayan en el tramo final brindan a la historia algo de ese sombrío trasfondo que busca infructuosamente por otros medios.” 

Rogerio Victorino https://cricriticos.com/2022/05/12/critica-aguas-selvagens/ (enlace roto disponible en Internet Archive; véase el historial, la primera versión y la última). :

Agua dos Porcos / Aguas Selvagens ambientada na Tríplice Fronteira Sudamericana. O diretor, Roly Santos, é argentino. O elenco tem atores uruguaios, brasileiros e argentinos. Portanto, falado em português e espanhol. Nada disso foi por acaso. E fez de Águas Selvagens um projeto arrojado e único. Essa trama mistura ficção com fatos reais e se apoiou em diferentes culturas (em frente e atrás das câmeras) para contar uma história policial noir..